# Campionati francesi di sci alpino 1971
I Campionati francesi di sci alpino 1971 si disputarono a La Plagne; furono assegnati i titoli di discesa libera, slalom gigante, slalom speciale e combinata, sia maschili sia femminili.

## Risultati
| Specialità      | Uomini          | Donne              |
| --------------- | --------------- | ------------------ |
| Discesa libera  | Henri Duvillard | Jacqueline Rouvier |
| Slalom gigante  | Patrick Russel  | Jacqueline Rouvier |
| Slalom speciale | Patrick Russel  | Danièle Debernard  |
| Combinata       | Alain Penz      | Isabelle Mir       |